# Gråt inte mer, Maria
Gråt inte mer, Maria är en psalm, skriven av Ylva Eggehorn 1970, musiken är skriven 1972 av Daniel Helldén. Första versen bygger på Johannesevangeliet 20:11 och andra versen bygger på Johannesevangeliet 20:14.

## Publicerad i
- Herren Lever 1977 som nummer 871 under rubriken "Kyrkans år - Påsktiden".[1]
- 1986 års psalmbok som nummer 463 under rubriken "Påsk".